# 阿富汗气象局
阿富汗氣象局坐落於阿富汗喀布爾，由交通和民航部所管理。

## 歷史

### 蘇聯佔領時期
1980年代蘇阿戰爭、阿富汗為蘇聯所佔領時，阿富汗氣象局曾擁有當時最先進的氣象站，相關聘僱人員高達600人。

### 塔利班掌權
1996年塔利班掌權後，塔利班視天氣預報為預知未來的方式，違背其所主張的教義，因此裁撤了多數氣象局人員，並禁止其發布氣象預報，只得發布該日實時氣象。此外，氣象局的儀器也多遭毀壞，超過百年的氣象資訊也被毀損。由於當局對氣象預報的禁令，有關乾旱的預報無法正常運作，使得農民受到損失。1998年，一架阿里亞納阿富汗航空的航班因沒有足夠氣象資訊，在遭遇惡劣天氣時發生了撞山意外，造成45人罹難。

### 重建
2001年塔利班政權倒台後，各國陸續協助阿富汗氣象局重建。2003年，法國資助阿富汗於全國各地設立氣象站，以提供基本數據如氣溫、氣壓、降水量等。同年，世界氣象組織亦向阿富汗氣象局提供那些在塔利班掌權時丟失的氣象資料副本。駐紮當地的加拿大軍隊每日亦會釋放兩次氣象氣球，以獲取氣象資訊，並提供北約、美軍、德軍等所使用，同時分享資訊予阿富汗氣象局。2016年，位於喀布爾國際機場的北約氣象單位，正式將數名阿富汗氣象人員納入其中，共同監控並匯報機場的氣象狀況。